# 阿姆斯特丹大麻博物館
阿姆斯特丹大麻博物館（荷蘭語：Hash Marihuana & Hemp Museum）是位於荷蘭阿姆斯特丹的博物館。博物館裡記載大麻相關知識、歷史，並為遊客提供大麻販賣。

## 外部連結
- 官方网站